# Holubia
Holubia es un género de plantas de flores de la familia Pedaliaceae. Á.Löve y D.Löve lo clasifican en la familia Gentianaceae. Comprende tres especies.

## Especies seleccionadas
- Holubia boryi
- Holubia pyrenaica
- Holubia saccata